# Nelson Muntz
Nelson Mandela Muntz je fiktivní postava z amerického animovaného seriálu Simpsonovi.

## Role vSimpsonových
Nelson je dvanáctiletý žák a rváč na Springfieldské základní škole. Nejčastěji jsou terčem jeho krutosti školní šprti a méně oblíbení žáci, například Milhouse a Martin. Nelson občas projeví záblesk lidskosti, a ostatní postavy si ho díky tomu oblíbily; Líza s ním krátce chodí v dílu Lízino rande s blbostí, Marge ho neformálně adoptuje v Noci s nepřítelem a Bart se k němu několikrát chová jako přítel, například v dílu Parťáci.
Jeho rodinný život je dysfunkční. Zatímco některé rané epizody nabízejí nekonzistentní příběhy (například Nelsonův otec se zbláznil a opustil ho, Nelsonovi rodiče se rozvedli kvůli matčině závislosti na kapkách proti kašli nebo Nelsonův otec je ve vězení, zatímco jeho matka „má větší problémy“), pozdější kanonický příběh je takový, že žije ve zchátralém domě se svou matkou, která pracuje na okraji sexuálního průmyslu jako servírka v baru. Podoba postav a hlasové ztvárnění obou rodičů se v průběhu seriálu měnilo.
V mnoha epizodách je ukázáno, že Nelsonův otec opustil jeho i matku v raném věku. V epizodě Velký bratr ze 4. řady je Nelsonův otec trenérem dětského fotbalu, který Nelsona odmění bezplatným výletem na fotbalový a herecký tábor Pele. Nelsonův otec se krátce objevuje také v epizodě 6. řady Bartovo děvče, kde je vyobrazen, jak chytá Nelsona na vodítku, když děti běží přes kukuřičná pole ve snaze vyhnout se návštěvě kostela. Objevuje se také v epizodě 9. řady Bart hvězdou, aby Nelsonovi pogratuloval po vítězství ve fotbalovém zápase a vzal ho do Hooters (přičemž Nelson pozvání odmítne, protože „nechce obtěžovat mámu v práci“). Nelsonův otec se vrací v epizodě Noci s nepřítelem v 16. řadě. Ukáže se, že Nelsona neopustil úmyslně; kousl do čokoládové tyčinky, aniž by věděl, že obsahuje arašídy, a dostal alergickou reakci, která pokryla 90 % jeho těla velkými nádory. Vypadal jako Joseph Merrick, vyběhl z obchodu a narazil na cirkus, který z něj udělal součást své freak show. Při každém představení na něj účastníci cirkusu házeli arašídy, což jeho reakci udržovalo a bránilo mu vrátit se do normálního stavu. Když cirkus projížděl Springfieldem, Bart ho poznal a přivedl ho domů, aby se zbavil Nelsona (kterého si do domu Simpsonových vzala Marge).
Nelson je také rozený sportovec. V epizodě Bart hvězdou Nelson téměř sám unese celý springfieldský fotbalový tým Pee-Wee. Jako rozehrávač týmu také při jedné příležitosti chytí vlastní přihrávku a s mimořádnou lehkostí převálcuje soupeřův tým. V různých epizodách působí dojmem, že je mnohem chytřejší, než se na první pohled může zdát. Nelson často upozorňuje dospělé i děti na bolestně zřejmé věci, které jim trvá déle, než je pochopí. Dalším příkladem je stálý vtip, kdy Nelson plní třídní úkol, který je naznačen jako velmi kvalitní. Učitelé ho však vždy smetou ze stolu dřív, než jim svou práci stačí ukázat. Dalším průběžným vtipem je však Nelsonova prezentace směšně jednoduchých úkolů, jako je opakované ukazování plechovky rajčatového protlaku a prezentace na téma Hrozny hněvu, která spočívá v tom, že sám drtí hrozny kladivem a prohlašuje: „Tady jsou hrozny a tady je hněv!“. V pozdějších epizodách Nelson projevuje známky utrápeného uměleckého typu, dokonce přihlásil na filmový festival Sundance film o svém životě v dětství, kdy žil v chudobě se svobodnou, neschopnou matkou a bez silné otcovské osobnosti. V dokumentu památně říká: „Rád brečím u oceánu, protože jen tam se moje slzy zdají být malé.“.
V epizodě Malá velká holka je odhaleno, že Nelson je německo-amerického původu, přestože v epizodě Mnoho Apua pro nic si Nelson v době springfieldské protiimigrační mánie dobírá zahraničního výměnného studenta Ütera za to, že je Němec. Je ukázáno, že je velkým fanouškem Andyho Williamse; v dílu Bart na cestě šel spolu s Bartem, Milhousem a Martinem na jeho koncert.
Ve epizodě Griffinových Griffinovi ve Springfieldu je spolu s Levákem Bobem, Seymourem Skinnerem, Jimbem Jonesem a Apuem zajat Stewiem Griffinem.

## Vztahy s ostatními postavami
Přestože se od 1. řady zdálo, že Nelson je Bartův antagonista, nakonec se z něj stává po Milhouseovi druhý nejbližší Bartův přítel.
V jeho debutové epizodě byla původním cílem Nelsonova přítele Líza. Nelson měl zpočátku dva přisluhovače, z nichž jeden Líze sebral krabici s muffiny, což Barta přimělo k její obraně. Bartovo počínání mělo za následek časté bití ze strany Nelsona a jeho bandy, ale nakonec skončilo, když Bartovi pomohl Herman, který přišel s nápadem postavit se Nelsonovi a jeho bandě tím, že je zasype vodními balónky. Od té chvíle Nelson projevuje vůči Bartovi neochotný respekt, i když se občas vrací ke svému dřívějšímu chování vůči němu.
Ačkoli má Nelson stále sklony k násilí, stýká se s Bartem a jeho méně oblíbenými kamarády, jako je Milhouse Van Houten a občas i společný terč šikany Martin Prince. V díle Skrytá identita se ukazuje, že Nelson se stal spolu s Milhousem Bartovým „druhým nejlepším přítelem“. Nelson je ukázán, jak se účastní mnoha věcí s Bartem, což dále dokazuje, že jsou přátelé. Některé z aktivit, které dělají, se skládají z fotbalu, basketbalu, baseballu, lakrosu, návštěv obchodu s komiksy a provádění žertíků na účet jiných lidí. Dokonce soutěžili ve stejném týmu elektronických sportů a jeli na mistrovství světa.
Nelson má mnoho dalších momentů, kdy projevuje svou skrytou dobrou povahu, například krátký milostný vztah s Lízou. Přestože nedokáže ovládnout své delikventní sklony, chová se k ní s respektem, a dokonce se kvůli ní snaží změnit, i když si oba uvědomují, že tím není věrný sám sobě. V díle Lízino rande s blbostí Nelson políbí Lízu, jen aby si vyslechl nadávky od Jimba, Kearneyho a Dolpha, kteří se domnívají, že líbání dívek je gaystvím (navzdory událostem, které se odehrály kolem Jimba v díle Nová holka v ulici).
Potrestá také Sherri a Terri za to, že trápí Lízu. Dalším kuriózním příkladem jeho dobré stránky je Martin, chlapec, kterého si Nelson dobírá snad víc než kterékoli jiné dítě ve městě. Navzdory naprosté krutosti se občas objevují náznaky, že Nelson k Martinovi nechová skutečnou nenávist a dělá to jen proto, aby si udržel pověst „drsňáka“. Když se v dílu Sranda na objednávku předpokládá, že Martin zemřel, Nelson se snaží zjistit pravdu a najít Martinovy vrahy. Když vyjde najevo, že Martin žije, Nelson se mu vysmívá a uhodí ho, ale zároveň prohlásí, že je rád, že Martin není mrtvý. Když se ho však v téže epizodě Líza snaží uplatit, aby ji nepráskal, a nabízí mu, že se k němu vrátí, odmítne to. V epizodě Speluji, jak nejrychleji dovedu je odhaleno, že Martin i Nelson byli ve vesmírném táboře a že Nelson byl Martinovi loajálním důstojníkem.
V díle Dědíme po dědovi Líza použije 50 dolarů, aby pomohla Nelsonovi financovat jeho firmu na výrobu jízdních kol, která se stane úspěšnou. Když Nelson málem zanechá školy, aby se mohl více věnovat firmě, Lízu to zarmoutí a snaží se mu v tom zabránit, ale nakonec jeho rozhodnutí respektuje, když zjistí, že se nezmění, přestože peníze na její financování použije. Nelson se nakonec rozhodne, že školy nakonec nezanechá, a vezme Lízu na brusle, aby jí to vynahradil.
Ačkoli se o Nelsonovi často říká, že kromě občasného vztahu s Bartem a ostatními nemá žádné skutečné přátele, občas se stýká se svými spolužáky šikanisty Jimbem, Dolphem a Kearneym. Ačkoli je s nimi Nelson vídán jen občas, je paradoxně také vůdcem školních rváčů.

## Postava
Tvůrce Simpsonových Matt Groening pojmenoval Nelsona podle stejnojmenného wrestlingového chvatu. Nancy Cartwrightová, dabérka, namluvila postavu, která se poprvé objevila v 5. dílu 1. řady Bart generálem aneb Kdopak by se Nelsona bál. Hlas Nelsonovi měla nejprve propůjčit americká hlasová herečka Dana Hillová, jež se zúčastnila čtení epizody. Jak však Cartwrightová napsala ve své autobiografii My Life as a 10-Year-Old Boy, „producenti stále dávali dohromady tento ansámbl (dabérů) a v pondělí při nahrávání nebyla k nalezení a role byla přidělena mně. Neměla jsem čas se zeptat proč a dodnes nemám tušení.“
V 8. řadě Simpsonových začali scenáristé zkoumat vedlejší postavy seriálu. Lízino rande s blbostí bylo první epizodou, která se soustředila na Nelsona a sloužila k vysvětlení, proč se chová tak, jak se chová. Myšlenka, že Nelson chodí s Lízou Simpsonovou, existovala již delší dobu, ale poprvé ji štáb zapracoval do seriálu. Cartwrightová v roce 2012 uvedla, že si myslí, že se Nelson „vyvinul ze všech postav, které dělám, nejvíce. Je v něm měkké místo, které scenáristé našli. Má zvláštní přitažlivost k Marge, zpívá ty písničky a je zamilovaný do Lízy. Na tom chudákovi něco je – jeho matka pracuje v Hooters, táta si šel koupit cigarety a už se nevrátil. Nechtěla bych, aby přišel na večeři, ale opravdu ráda dělám jeho hlas.“

## Přijetí
Epizoda Parťáci byla v roce 2007 nominována na cenu Emmy za vynikající animovaný pořad. Scenárista epizody Matt Selman byl nominován na Cenu Sdružení amerických scenáristů.
Rowan Kaiser z The A.V. Clubu ve své recenzi na epizodu 22. řady Dědíme po dědovi poznamenal, že v pozdějších řadách pořadu byl tyran téměř výhradně zobrazován jako sympatický a zranitelný.